# أورلاندو باريرو
أورلاندو باريرو (بالإسبانية: Orlando Bareiro)‏ هو لاعب كرة قدم ومدرب كرة قدم باراغواياني في مركز الهجوم، ولد في 13 أبريل 1978. لعب مع سانتياغو واندررز.